# Heterusia fractifascia
Heterusia fractifascia là một loài bướm đêm trong họ Geometridae.